# 吉米·特劳雷
吉米·特劳雷（Djimi Traoré，1980年3月1日—）是一名馬里裔法國籍足球運動員，擔任後衛。
2009年2月10日以緊急借用條款（不能長於93天）加盟英冠球隊伯明翰三個月，期間上陣3場。2009年6月19日轉投法甲球會摩納哥。
查奧爾曾效力英超傳統勁旅利物浦，作為一名後衛，讓人留下深刻印象的不是他的防守技術，而是他的大意，例如以「施丹式轉身」把皮球帶入本方龍門。

## 榮譽
朗斯
- 法國甲組聯賽
  - 亞軍：2001/02年；

 利物浦
- 英格蘭足總盃
  - 冠軍：2000/01年、2005/06年；
- 英格蘭聯賽盃
  - 冠軍：2000/01年、2002/03年；
  - 亞軍：2004/05年；
- 英格蘭社區盾
  - 冠軍：2001/02年；
  - 亞軍：2002/03年；
- 歐洲聯賽冠軍盃
  - 冠軍：2004/05年；
- 歐洲足協盃
  - 冠軍：2000/01年；
- 歐洲超級盃
  - 冠軍：2000/01年；
- 世界冠軍球會盃
  - 亞軍：2005年；

 樸茨茅夫
- 英格蘭社區盾
  - 亞軍：2008/09年；

## 外部連結
- 足球数据库：查奧爾的球员统计数据
- 查奧爾檔案 （页面存档备份，存于）
- djimitraore.co.uk - Fansite
- 利物浦官網 查奧爾檔案
- BBC體育 查奧爾檔案 （页面存档备份，存于）
- Sitercl.Com 查奧爾檔案 （页面存档备份，存于）